# Pont, Côte-d'OrPont
 Pont  là một xã thuộc tỉnh Côte-d’Or trong vùng Bourgogne-Franche-Comté miền đông nước Pháp.

## Dân số[1]
| Năm  | Người | ±%     |
| ---- | ----- | ------ |
| 1962 | 73    | —      |
| 1968 | 87    | +19.2% |
| 1975 | 91    | +4.6%  |
| 1982 | 84    | −7.7%  |
| 1990 | 83    | −1.2%  |
| 1999 | 87    | +4.8%  |
| 2008 | 91    | +4.6%  |